# Iurie Livandovschi
Iurie Livandovschi (* 17. Februar 1988 in Chișinău) ist ein moldauischer Fußballspieler.

## Karriere
Livandovschi begann seine Karriere beim FC Zimbru, wo er von 2003 bis 2008 spielte. Zur Saison 2009 wechselte der 1,73 Meter große Stürmer, der auch in der U21-Mannschaft seines Landes spielte, nach Lettland zum Verein Tranzīts. Im Februar 2009 wurde er in den Kader der Nationalmannschaft berufen.